# Гразульф II

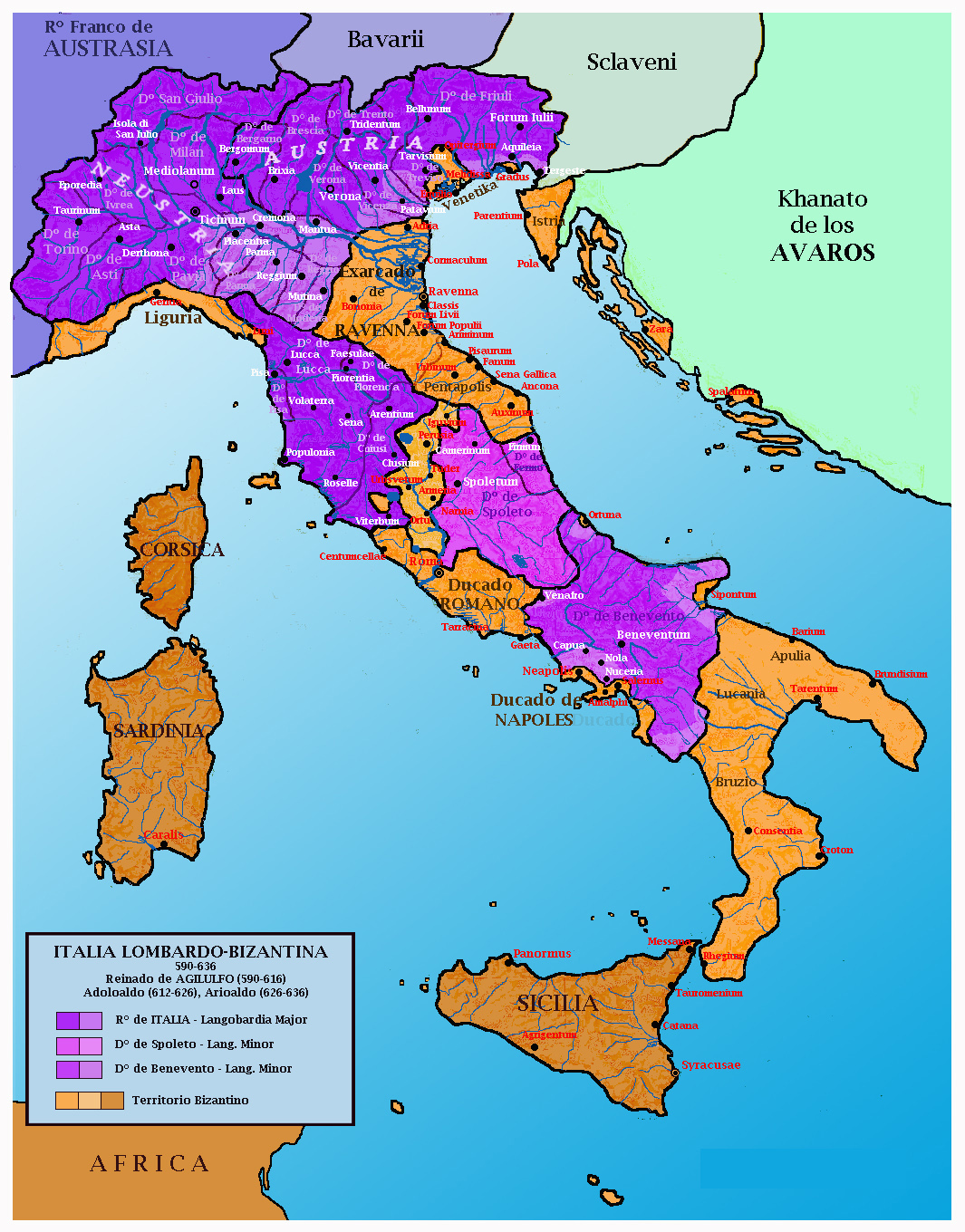
Лангобардское государство в 590—636 годах

Гразульф II (лат. Grasulfus II; умер около 653) — герцог Фриуля (610-е/620-е — около 653) из рода Гаузы.

## Биография
Основным повествующим о Гразульфе II нарративным источником является «История лангобардов» Павла Диакона.
Гразульф II был младшим сыном правителя Фриульского герцогства Гразульфа I. Его старшим братом был Гизульф II, погибший в 610 году во время нашествии аваров.
Гразульф II унаследовал Фриульское герцогство, после того как византийцами были убиты его племянники, герцоги-соправители Тасо и Какко. Противоречивость свидетельств первичных источников не позволяет установить точную дату гибели фриульских правителей. Следуя труду Павла Диакона, описывавшего убийство герцогов ранее смерти короля Агилульфа, ряд историков считает, что это событие произошло в 616 году. Другие же авторы датируют убийство временем экзархатства Григория I, то есть, 619—625 годами. На основании же свидетельства франкского историка Фредегара гибель Тасо и Какко датируется периодом около 626 года, когда экзархом Равенны был уже Исаак.
Павел Диакон сообщает о том, что получение Гразульфом II власти вызвало такое недовольство среди членов правившей семьи, что два его племянника, Радоальд и Гримоальд, навсегда уехали из Фриуля и поселись при дворе своего родственника и воспитателя, герцога Беневенто Арехиса I.
О дальнейшей жизни Гразульфа II сведений в исторических источниках не сохранилось. Предполагается, что он мог скончаться в середине VII века (возможно, около 653 года), после чего власть над Фриульским герцогством перешла к Аго.
В 1874 году при ремонтных работах в историческом центре Чивидале-дель-Фриули была найдена могила знатного лангобарда. В погребении был обнаружен каменный саркофаг с граффити «Cisul» на крышке, на основании чего этот археологический памятник получил название «Могила Гизульфа». Однако в ходе изучения найденных в захоронении артефактов, историки пришли к выводу, что погребение относится к периоду не ранее середины VII века. Это позволяет предположить, что в могиле находились останки не одного из двух фриульских герцогов по имени Гизульф, а Гразульфа II.